# Kempnyia petropolitana
Kempnyia petropolitana är en bäcksländeart som först beskrevs av Navás 1929.  Kempnyia petropolitana ingår i släktet Kempnyia och familjen jättebäcksländor. Inga underarter finns listade i Catalogue of Life.